# Bilan saison par saison des Oilers d'Edmonton
Les Oilers d'Edmonton sont une franchise de la Ligue nationale de hockey depuis la saison 1979-1980 après la dissolution de l'Association mondiale de hockey (AMH). À leur première saison dans la AMH en 1972-73, ils furent connus sous le nom des Oilers de l'Alberta et prirent le nom d'Oilers d'Edmonton dès la saison suivante. Depuis sa création, l'équipe accéda une fois en 1979 à la finale de la Coupe AVCO, remise aux champions des séries éliminatoires dans la AMH et remporta cinq Coupe Stanley en 1984, 1985, 1987, 1988 et 1990. Ils ont également atteint la finale de la Coupe Stanley deux autres fois, en 1983 et en 2006.

## Résultats en AMH
| Saison    | PJ | V  | D  | N | BP  | BC  | Pts | Classement             | Séries éliminatoires          | Entraîneur                            |
| --------- | -- | -- | -- | - | --- | --- | --- | ---------------------- | ----------------------------- | ------------------------------------- |
| 1972-1973 | 78 | 38 | 33 | 3 | 269 | 256 | 79  | 4e division Ouest      | Non qualifiés                 | Ray Kinasewich Bill Hunter Brian Shaw |
| 1973-1974 | 78 | 38 | 37 | 3 | 268 | 269 | 79  | 3e division Ouest      | 4-1 Fighting Saints           | Brian Shaw                            |
| 1974-1975 | 78 | 36 | 38 | 4 | 279 | 279 | 76  | 5e division Canadienne | Non qualifiés                 | Brian Shaw Bill Hunter                |
| 1975-1976 | 81 | 27 | 49 | 5 | 268 | 345 | 59  | 4e division Canadienne | Exemptés 4-0 Jets             | Clare Drake Bill Hunter               |
| 1976-1977 | 81 | 34 | 43 | 4 | 243 | 304 | 72  | 4e division Ouest      | 4-1 Aeros                     | Armand Guidolin Glen Sather           |
| 1977-1978 | 80 | 38 | 39 | 3 | 309 | 307 | 79  | 5e position            | 4-1 Whalers                   | Glen Sather                           |
| 1978-1979 | 80 | 48 | 30 | 2 | 340 | 266 | 98  | 1re position           | Exemptés 4-3 Whalers 4-2 Jets | Glen Sather                           |

## Résultats en LNH
| Saison    | PJ            | V             | D             | N             | DP            | DTB           | BP            | BC            | Pts           | Classement             | Séries éliminatoires                                                            | Entraîneur                |
| --------- | ------------- | ------------- | ------------- | ------------- | ------------- | ------------- | ------------- | ------------- | ------------- | ---------------------- | ------------------------------------------------------------------------------- | ------------------------- |
| 1979-1980 | 80            | 28            | 39            | 13            | —             | —             | 301           | 322           | 69            | 4e division Smythe     | 3-0 Flyers                                                                      | Glen Sather               |
| 1980-1981 | 80            | 29            | 35            | 16            | —             | —             | 328           | 327           | 74            | 3e division Smythe     | 3-0 Canadiens 4-2 Islanders                                                     | Bryan Watson Glen Sather  |
| 1981-1982 | 80            | 48            | 17            | 15            | —             | —             | 417           | 295           | 111           | 1er division Smythe    | 3-2 Kings                                                                       | Glen Sather               |
| 1982-1983 | 80            | 47            | 21            | 12            | —             | —             | 424           | 315           | 106           | 1er division Smythe    | 3-0 Jets 4-1 Flames 4-0 Black Hawks 4-0 Islanders                               | Glen Sather               |
| 1983-1984 | 80            | 57            | 18            | 5             | —             | —             | 446           | 314           | 119           | 1er division Smythe    | 3-0 Jets 4-3 Flames 4-0 North Stars 4-1 Islanders Champions de la Coupe Stanley | Glen Sather               |
| 1984-1985 | 80            | 49            | 20            | 11            | —             | —             | 401           | 298           | 109           | 1er division Smythe    | 3-0 Kings 4-0 Jets 4-2 Black Hawks 4-1 Flyers Champions de la Coupe Stanley     | Glen Sather               |
| 1985-1986 | 80            | 56            | 17            | 7             | —             | —             | 426           | 310           | 119           | 1er division Smythe    | 3-0 Canucks 4-3 Flames                                                          | Glen Sather               |
| 1986-1987 | 80            | 50            | 24            | 6             | —             | —             | 372           | 284           | 106           | 1er division Smythe    | 4-1 Kings 4-0 Jets 4-1 Red Wings 4-3 Flyers Champions de la Coupe Stanley       | Glen Sather               |
| 1987-1988 | 80            | 44            | 25            | 11            | —             | —             | 363           | 288           | 99            | 2e division Smythe     | 4-1 Jets 4-0 Flames 4-1 Red Wings 4-0 Bruins Champions de la Coupe Stanley      | Glen Sather               |
| 1988-1989 | 80            | 38            | 34            | 8             | —             | —             | 325           | 306           | 84            | 3e division Smythe     | 4-3 Kings                                                                       | Glen Sather               |
| 1989-1990 | 80            | 38            | 28            | 14            | —             | —             | 315           | 283           | 90            | 2e division Smythe     | 4-3 Jets 4-0 Kings 4-2 Blackhawks 4-1 Bruins Champions de la Coupe Stanley      | John Muckler              |
| 1990-1991 | 80            | 37            | 37            | 6             | —             | —             | 272           | 272           | 80            | 3e division Smythe     | 4-3 Flames 4-2 Kings 4-1 North Stars                                            | John Muckler              |
| 1991-1992 | 80            | 36            | 34            | 10            | —             | —             | 295           | 297           | 82            | 3e division Smythe     | 4-2 Kings 4-2 Canucks 4-0 Blackhawks                                            | Ted Green                 |
| 1992-1993 | 84            | 26            | 50            | 8             | —             | —             | 242           | 337           | 60            | 5e division Smythe     | Non qualifiés                                                                   | Ted Green                 |
| 1993-1994 | 84            | 25            | 45            | 14            | —             | —             | 261           | 305           | 64            | 6e division Pacifique  | Non qualifiés                                                                   | Ted Green Glen Sather     |
| 1994-1995 | 48            | 17            | 27            | 4             | —             | —             | 136           | 183           | 38            | 5e division Pacifique  | Non qualifiés                                                                   | Georges Burnett Ron Low   |
| 1995-1996 | 82            | 30            | 44            | 8             | —             | —             | 240           | 304           | 68            | 5e division Pacifique  | Non qualifiés                                                                   | Ron Low                   |
| 1996-1997 | 82            | 36            | 37            | 9             | —             | —             | 252           | 247           | 81            | 3e division Pacifique  | 4-3 Stars 4-1 Avalanche                                                         | Ron Low                   |
| 1997-1998 | 82            | 35            | 37            | 10            | —             | —             | 215           | 224           | 80            | 3e division Pacifique  | 4-3 Avalanche 4-1 Stars                                                         | Ron Low                   |
| 1998-1999 | 82            | 33            | 37            | 12            | —             | —             | 230           | 226           | 78            | 2e division Nord-Ouest | 4-0 Stars                                                                       | Ron Low                   |
| 1999-2000 | 82            | 32            | 26            | 16            | 8             | —             | 226           | 212           | 88            | 2e division Nord-Ouest | 4-1 Stars                                                                       | Kevin Lowe                |
| 2000-2001 | 82            | 39            | 28            | 13            | 3             | —             | 243           | 222           | 93            | 2e division Nord-Ouest | 4-2 Stars                                                                       | Craig MacTavish           |
| 2001-2002 | 82            | 38            | 28            | 12            | 4             | —             | 205           | 182           | 92            | 3e division Nord-Ouest | Non qualifiés                                                                   | Craig MacTavish           |
| 2002-2003 | 82            | 36            | 26            | 11            | 9             | —             | 231           | 230           | 92            | 4e division Nord-Ouest | 4-2 Stars                                                                       | Craig MacTavish           |
| 2003-2004 | 82            | 36            | 29            | 12            | 5             | —             | 221           | 208           | 89            | 4e division Nord-Ouest | Non qualifiés                                                                   | Craig MacTavish           |
| 2004-2005 | Saison annulé | Saison annulé | Saison annulé | Saison annulé | Saison annulé | Saison annulé | Saison annulé | Saison annulé | Saison annulé | Saison annulé          | Saison annulé                                                                   | Saison annulé             |
| 2005-2006 | 82            | 41            | 28            | —             | 4             | 9             | 256           | 251           | 95            | 3e division Nord-Ouest | 4-2 Red Wings 4-1 Sharks 4-1 Mighty Ducks 4-3 Hurricanes                        | Craig MacTavish           |
| 2006-2007 | 82            | 32            | 43            | —             | 4             | 3             | 195           | 248           | 71            | 5e division Nord-Ouest | Non qualifiés                                                                   | Craig MacTavish           |
| 2007-2008 | 82            | 41            | 35            | —             | 2             | 4             | 235           | 251           | 88            | 5e division Nord-Ouest | Non qualifiés                                                                   | Craig MacTavish           |
| 2008-2009 | 82            | 38            | 35            | —             | 5             | 4             | 234           | 248           | 85            | 4e division Nord-Ouest | Non qualifiés                                                                   | Craig MacTavish           |
| 2009-2010 | 82            | 27            | 47            | —             | 2             | 6             | 214           | 284           | 62            | 5e division Nord-Ouest | Non qualifiés                                                                   | Pat Quinn                 |
| 2010-2011 | 82            | 25            | 45            | —             | 3             | 9             | 193           | 269           | 62            | 5e division Nord-Ouest | Non qualifiés                                                                   | Tom Renney                |
| 2011-2012 | 82            | 32            | 40            | —             | 3             | 7             | 212           | 239           | 74            | 5e division Nord-Ouest | Non qualifiés                                                                   | Tom Renney                |
| 2012-2013 | 48            | 19            | 22            | —             | 4             | 3             | 45            | 125           | 134           | 3e division Nord-Ouest | Non qualifiés                                                                   | Ralph Krueger             |
| 2013-2014 | 82            | 29            | 44            | —             | 6             | 3             | 203           | 270           | 67            | 7e division Pacifique  | Non qualifiés                                                                   | Dallas Eakins             |
| 2014-2015 | 82            | 24            | 44            | —             | 7             | 7             | 198           | 283           | 62            | 6e division Pacifique  | Non qualifiés                                                                   | Dallas Eakins Todd Nelson |
| 2015-2016 | 82            | 31            | 43            | —             | 5             | 3             | 203           | 245           | 70            | 7e division Pacifique  | Non qualifiés                                                                   | Todd McLellan             |
| 2016-2017 | 82            | 47            | 26            | —             |               |               | 247           | 212           | 103           | 2e division Pacifique  | 4-2 Sharks 4-3 Ducks                                                            | Todd McLellan             |
| 2017-2018 | 82            | 36            | 40            | —             |               |               | 234           | 263           | 78            | 6e division Pacifique  | Non qualifiés                                                                   | Todd McLellan             |
| 2018-2019 | 82            | 35            | 38            | —             |               |               | 232           | 274           | 79            | 7e division Pacifique  | Non qualifiés                                                                   | David Tippett             |